# Feroniella lucida
Feroniella es un género monotípico de plantas perteneciente a la familia Rutaceae. Su única especie:  Feroniella lucida, es originaria de Java en Indonesia.

## Taxonomía
Feroniella lucida fue descrita  por  (Scheff.) Swingle  y publicado en Bulletin de la Société Botanique de France 59: 781, en el año 1912-1913
Sinonimia
- Feronia lucida Scheff.
- Feroniella oblata Swingle[3]